# Virtua Cop
Virtua Cop – gra na automaty, konsolę Sega Saturn i komputery PC wydana w 1996 roku przez Segę. Później, wraz z Virtua Cop 2 trafiła na składankę Virtua Cop: Elite Edition dostępną na Playstation 2. Gra doczekała się dwóch kontynuacji, Virtua Cop 2 i Virtua Cop 3. Był tworzony również port na N-Gage, ale został anulowany. Jednym z jej twórców był Yū Suzuki, twórca gier Segi takich jak Out Run, After Burner, Virtua Fighter czy Shenmue.

## Fabuła
Głównym bohaterem Virtua Cop jest policjant Michael Hardy, w trybie współpracy drugim bohaterem jest James Cools, którzy walczą z przestępcami. Gra ma 3 scenariusze, każdy z innym stopniem trudności.

## Rozgrywka
Rozgrywka w grze jest bardzo podobna do innego celowniczka Segi, The House of the Dead. Ekran porusza się automatycznie, sam gracz rusza tylko celownikiem broni. Gra jest pełna akcji, polega na strzelaniu do przestępców oraz np. strzelaniu do rzuconych granatów czy pocisków z wyrzutni rakiet. Czasem na polu walki pojawi się niewinna ofiara, gracz nie powinien w nią strzelać, a w przypadku przypadkowego postrzelenia gracz traci fragment życia. Kiedy życia się skończą, gra wymaga kolejnej monety, by kontynuować rozgrywkę (w przypadku wersji na konsole i PC jest z góry ustalona możliwość kontynuacji). Gra jest nieco nieliniowa – w niektórych miejscach można wybrać dalszą trasę. Co jakiś czas na trasie staje boss, którego należy pokonać.
Gra posiada również "Training Mode", w którym można poćwiczyć celność.